# Yuma Kagiyama
Yuma Kagiyama (en japonés: 鍵山優真, Kagiyama Yuma; Yokohama, 5 de mayo de 2003) es un deportista japonés que compite en patinaje artístico, en la modalidad individual.
Participó en los Juegos Olímpicos de Pekín 2022, obteniendo dos medallas de plata, en las pruebas individual y por equipo.
Ganó cuatro medallas de plata en el Campeonato Mundial de Patinaje Artístico sobre Hielo entre los años 2021 y 2025, y dos medallas en el Campeonato de los Cuatro Continentes de Patinaje Artístico sobre Hielo, en los años 2020 y 2024.

## Palmarés internacional
| Juegos Olímpicos                     | Juegos Olímpicos        | Juegos Olímpicos  | Juegos Olímpicos |
| Año                                  | Lugar                   | Medalla           | Prueba           |
| ------------------------------------ | ----------------------- | ----------------- | ---------------- |
| 2022                                 | Pekín (China)           | Medalla de plata  | Individual       |
| 2022                                 | Pekín (China)           | Medalla de plata  | Equipo           |
| Campeonato Mundial                   |                         |                   |                  |
| Año                                  | Lugar                   | Medalla           | Categoría        |
| 2021                                 | Estocolmo (Suecia)      | Medalla de plata  | Individual       |
| 2022                                 | Montpellier (Francia)   | Medalla de plata  | Individual       |
| 2024                                 | Montreal (Canadá)       | Medalla de plata  | Individual       |
| 2025                                 | Boston (Estados Unidos) | Medalla de bronce | Individual       |
| Campeonato de los Cuatro Continentes |                         |                   |                  |
| Año                                  | Lugar                   | Medalla           | Categoría        |
| 2020                                 | Seúl (Corea del Sur)    | Medalla de bronce | Individual       |
| 2024                                 | Shanghái (China)        | Medalla de oro    | Individual       |